# Gröndal (Stockholm)
Pour les articles homonymes, voir Gröndal.
Gröndal est un quartier du district Hägersten-Älvsjö à Stockholm en Suède,.

## Description
Gröndal est situé dans la partie sud de Stockholm 
Sa superficie est de 0,91 kilomètres carrés.
Gröndal a commencé à se développer en tant que banlieue ouvrière et industrielle en relation avec l'extension de la ligne Västra stambanan (sv) au-delà de Liljeholmen dans les années 1860.
Le quartier de Gröndal a été créé en 1926 sous le nom d'Ekensberg. Son nom actuel date de 1934.
Ce quartier est connu pour ses immeubles d'habitation en forme d'étoile, Stjärnhus, construits dans les années 1940. Ils ont été conçus par le cabinet d'architectes suédois Backström & Reinius Arkitekter AB.
La zone était autrefois une zone de villas et vers 1913, il y avait une centaine de villas en location, dont certaines seulement ont été sauvées de la démolition dans les années 1970.

## Constructions
| Const. | Nom                    | Lieu                                    | Type                                |
| ------ | ---------------------- | --------------------------------------- | ----------------------------------- |
|        | Aromatics byggnad      | Bryggvägen 12-14                        | Industrie                           |
|        | Blommensbergsskolan    | Blommensbergsvägen 116                  | École                               |
|        | Blommensbergsviadukten | Partie de l'Essingeleden                | Pont, viaduc                        |
|        | Charlottendal          | Gröndalsvägen 11                        | Malmgård                            |
|        | Ekensberg              | Entre Mörtviken et Essingesundet.       |                                     |
|        | Ekensbergs värdshus    | Gröndalsvägen 184.                      | Auberge                             |
|        | Gröndalsbron           | Partie de l'Essingeleden                | Pont routier                        |
|        | Gröndal Strand         | Bryggvägen.                             | Îlot résidentiel                    |
|        | Gröndals kyrka         | Gröndalsvägen 61                        | Église                              |
|        | Gröndalsviadukten      | Partie de l'Essingeleden                | Pont                                |
|        | Gula Villan            | Gröndalsvägen 153                       | Immeuble résidentiel                |
|        | Lindholmen             | Mörtviken                               | Île et maison de vacances           |
|        | Lundbergs konditori    | Gröndalsvägen                           | Pâtisserie et Café                  |
|        | Mörtviken              | Zone au sud d'Ekensberg                 |                                     |
|        | Ormberget              | Område i norra Gröndal                  | Baie, bâtiment résidentiel, marina. |
|        | Pensionärshemmet Eken  | Gröndalsvägen 148 Ekensbergsvägen 6 -80 | Résidence pour personnes âgées      |
|        | Stjärnhusen            | Kring Sjöbjörnsvägen                    | Immeuble résidentiel                |
|        | Sjöfortet              | Sjöbjörnsvägen 66                       | Industrie                           |
|        | Stora Fågelsången      | Längs Lövholmsvägen                     | Jardins familiaux                   |
|        | Stora Gröndal          | Lusuddsvägen                            |                                     |
|        | Terrasshuset           | Gröndalsvägen 48-58                     | Immeuble résidentiel                |
|        | Lac Trekanten          | Entre Gröndal et Liljeholmen            | Lac                                 |

## Galerie

Villas
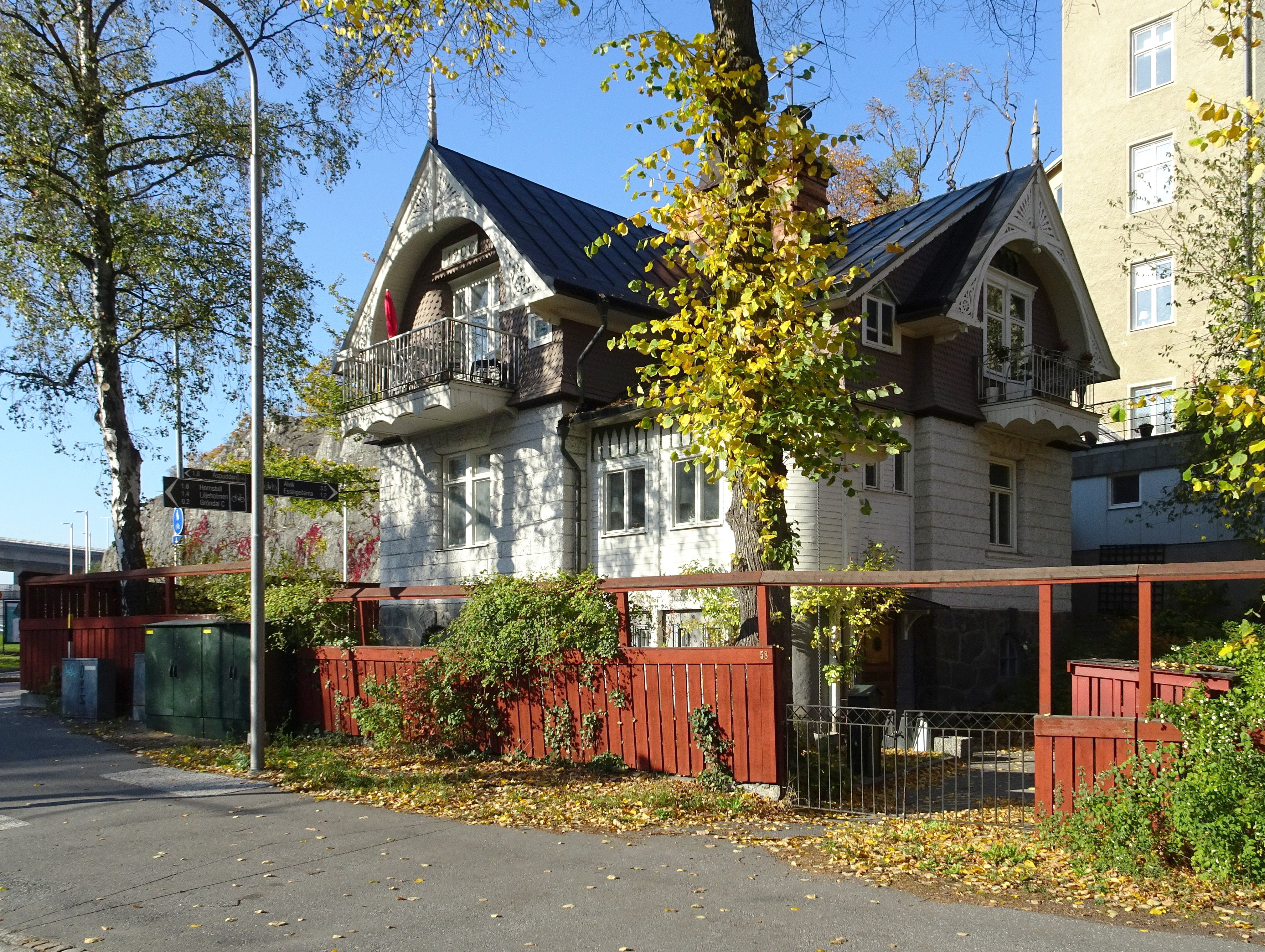
"Villa Ekefrid", 1900 Gröndalsvägen 58.
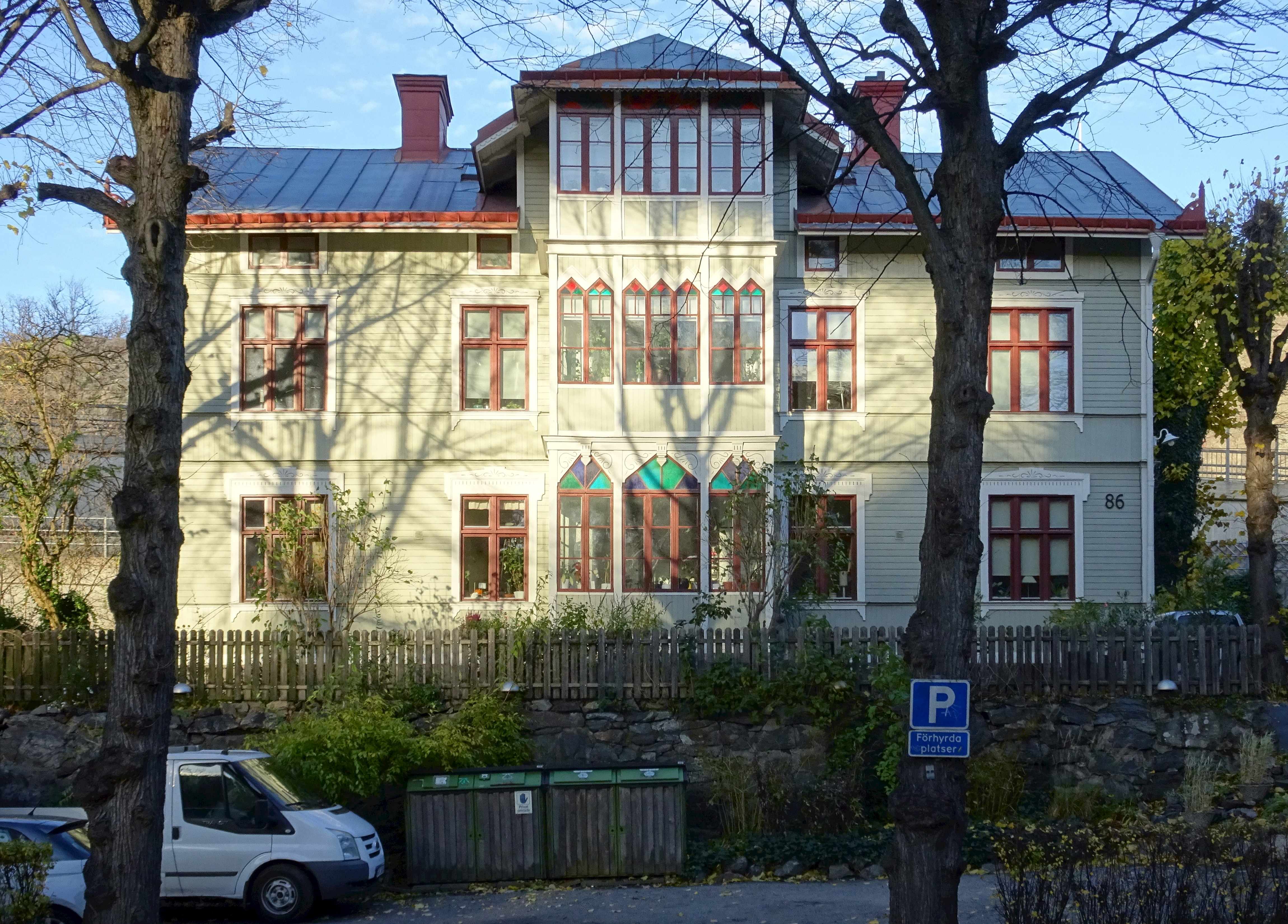
"Villa Ellensro", 1902 Gröndalsvägen 86.
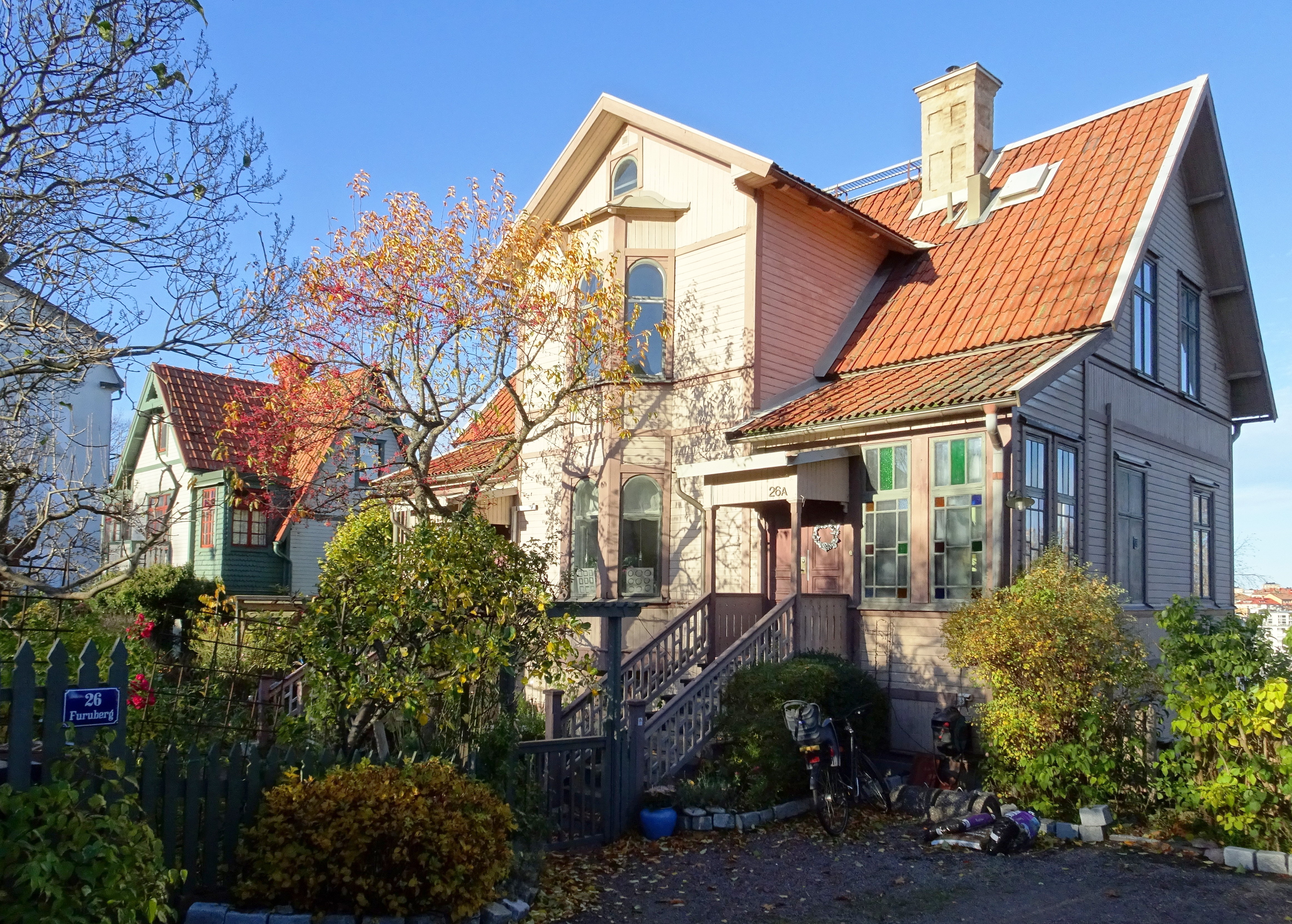
"Villa  Furuberg", 1904 Utkiksbacken 26.
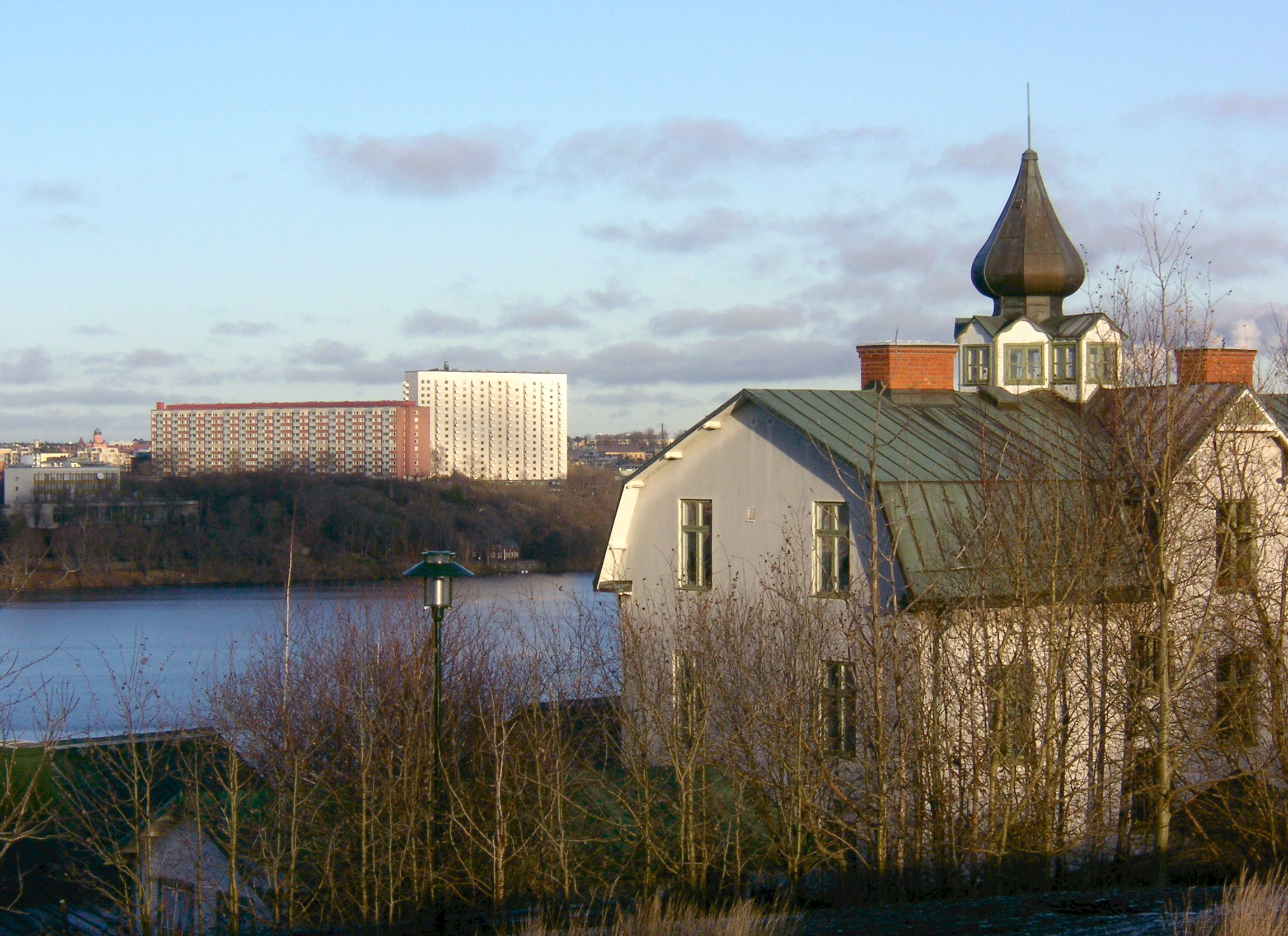
"Villa Utsikten", 1906 Utkiksbacken 30.
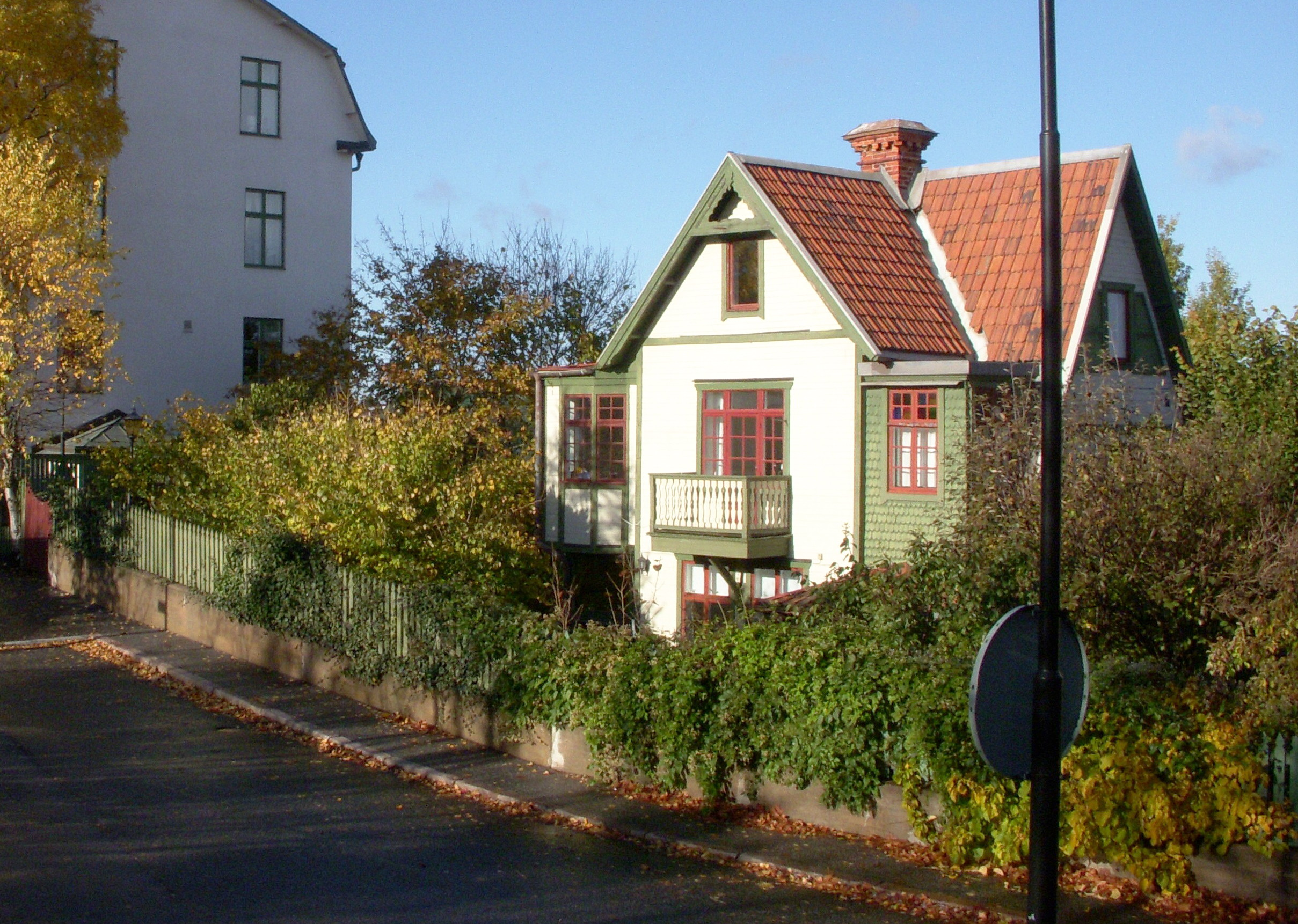
"Villa Linnea", 1907 Utkiksbacken 28.

Gröndal aujourd'hui
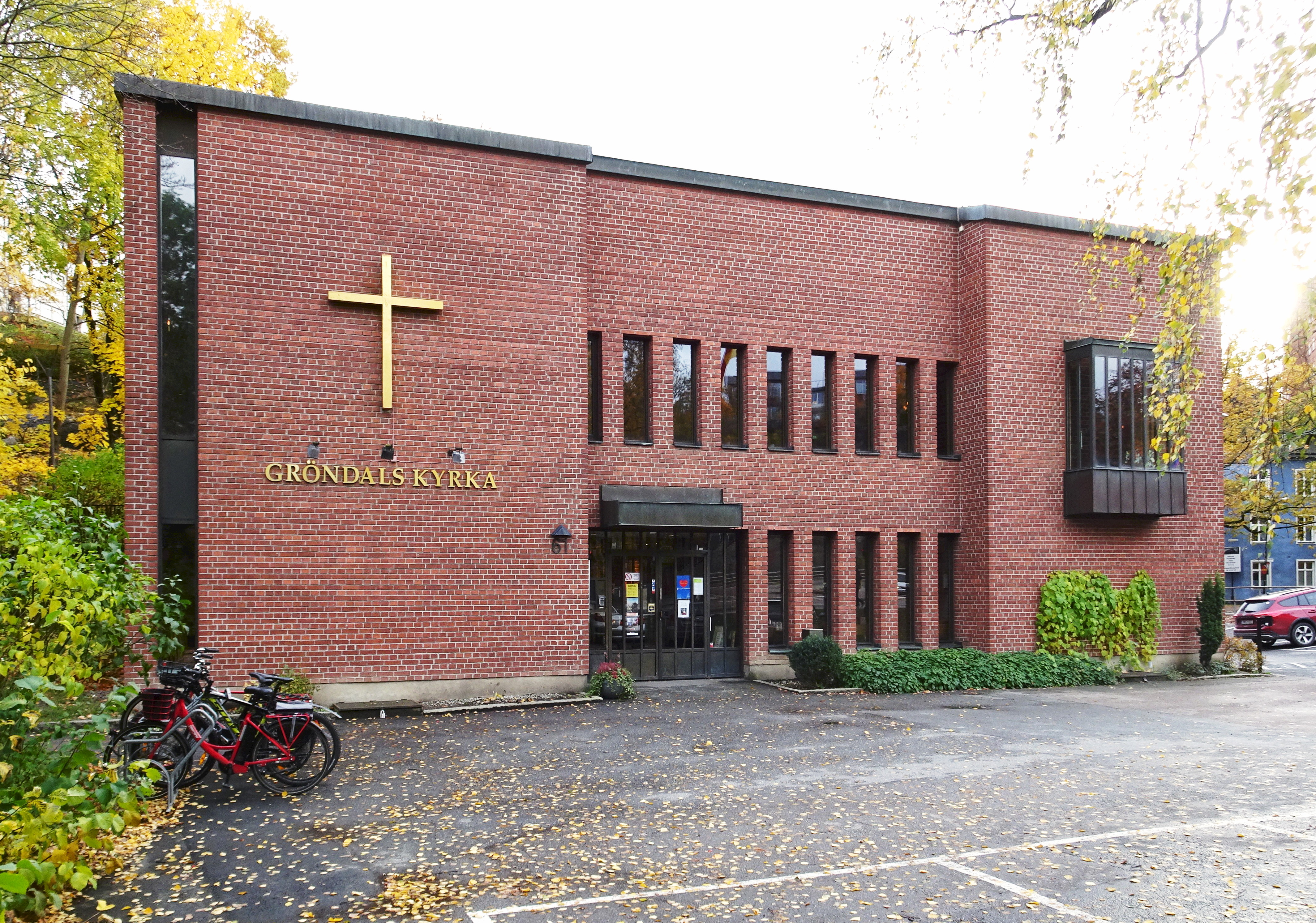
Église de Gröndal, 1969.
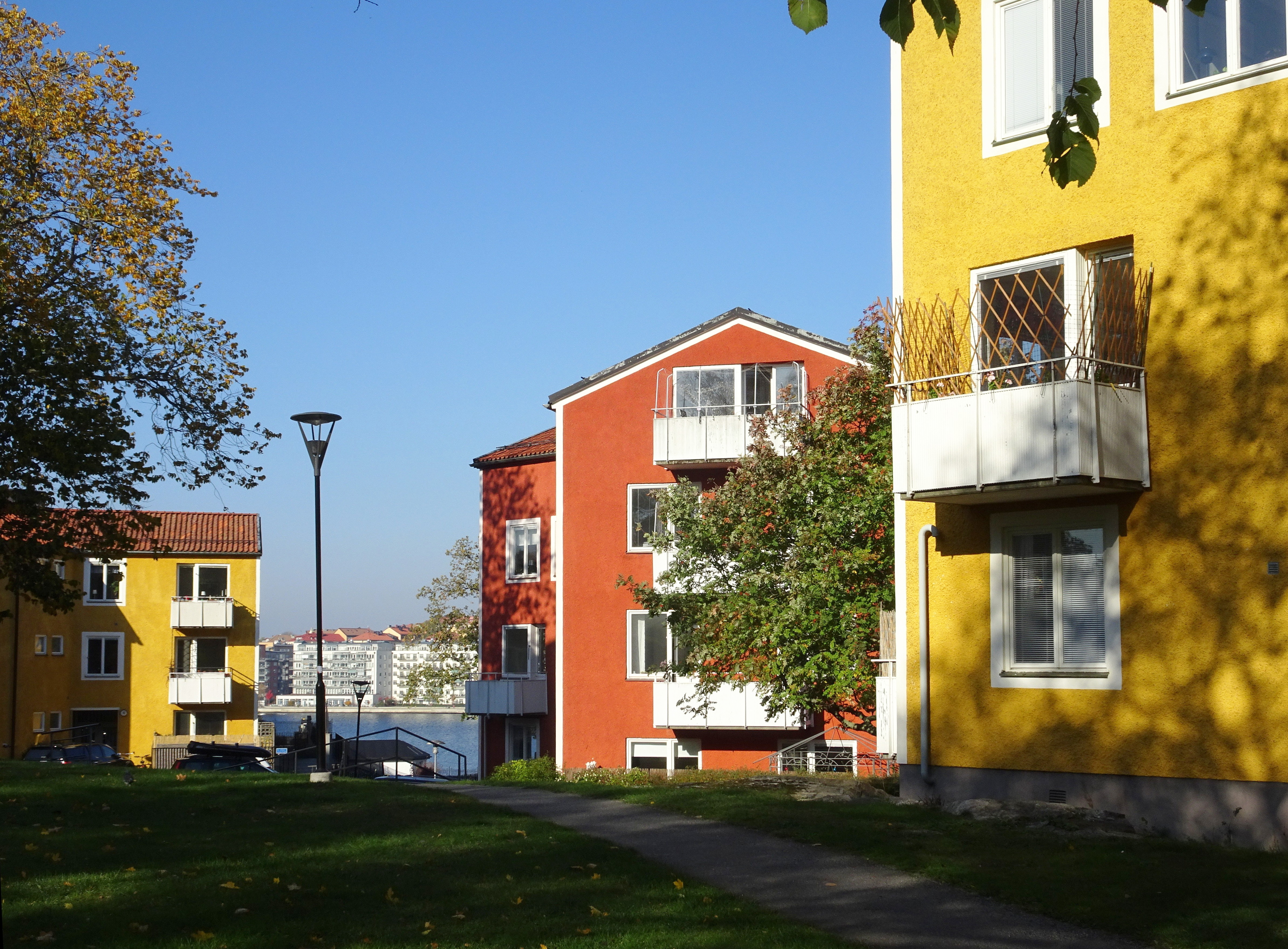
Maisons en étoile, 1946 et 1962.
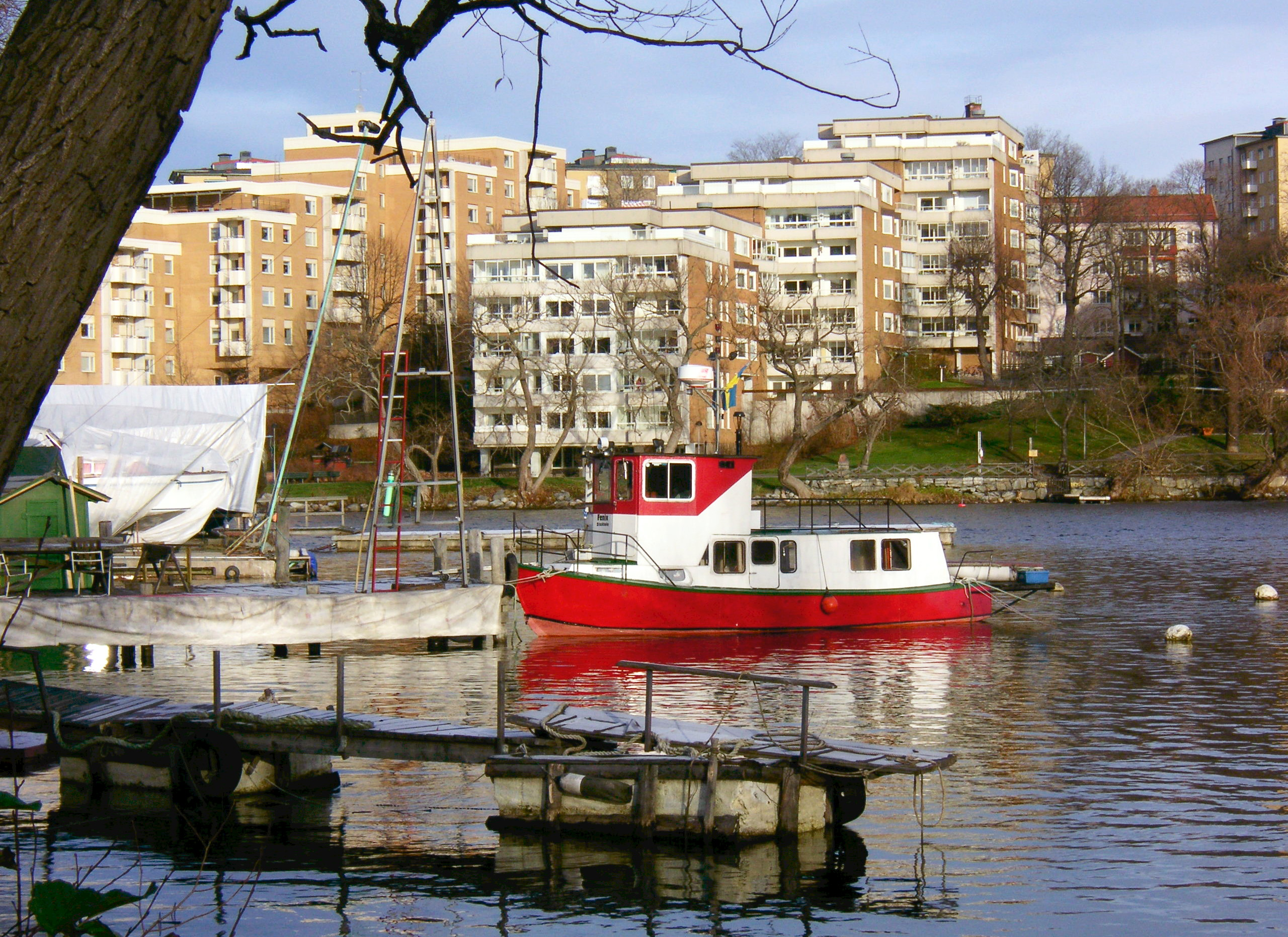
Gröndalshamnen.
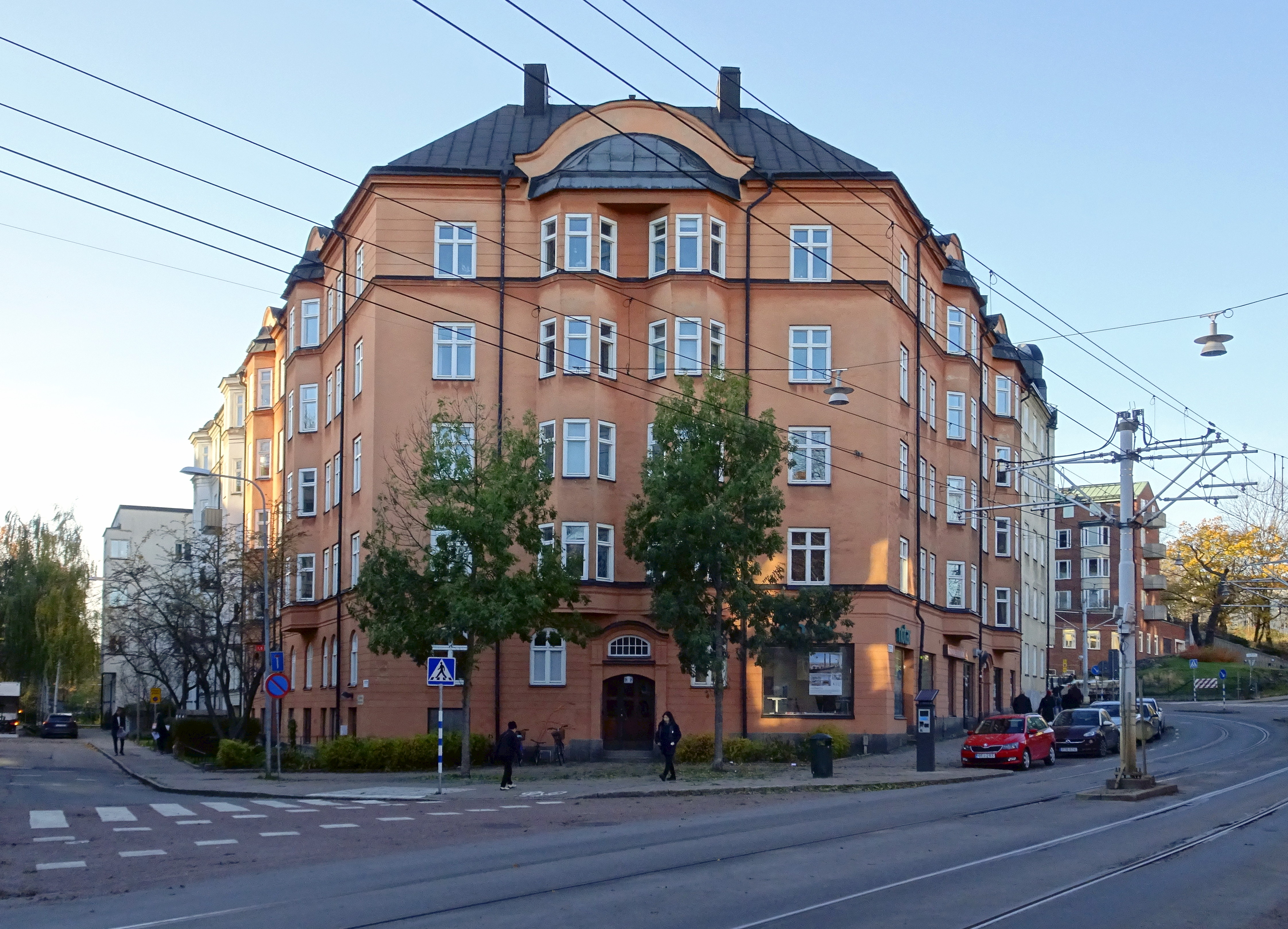
Gröndalsvägen 21, 1913.
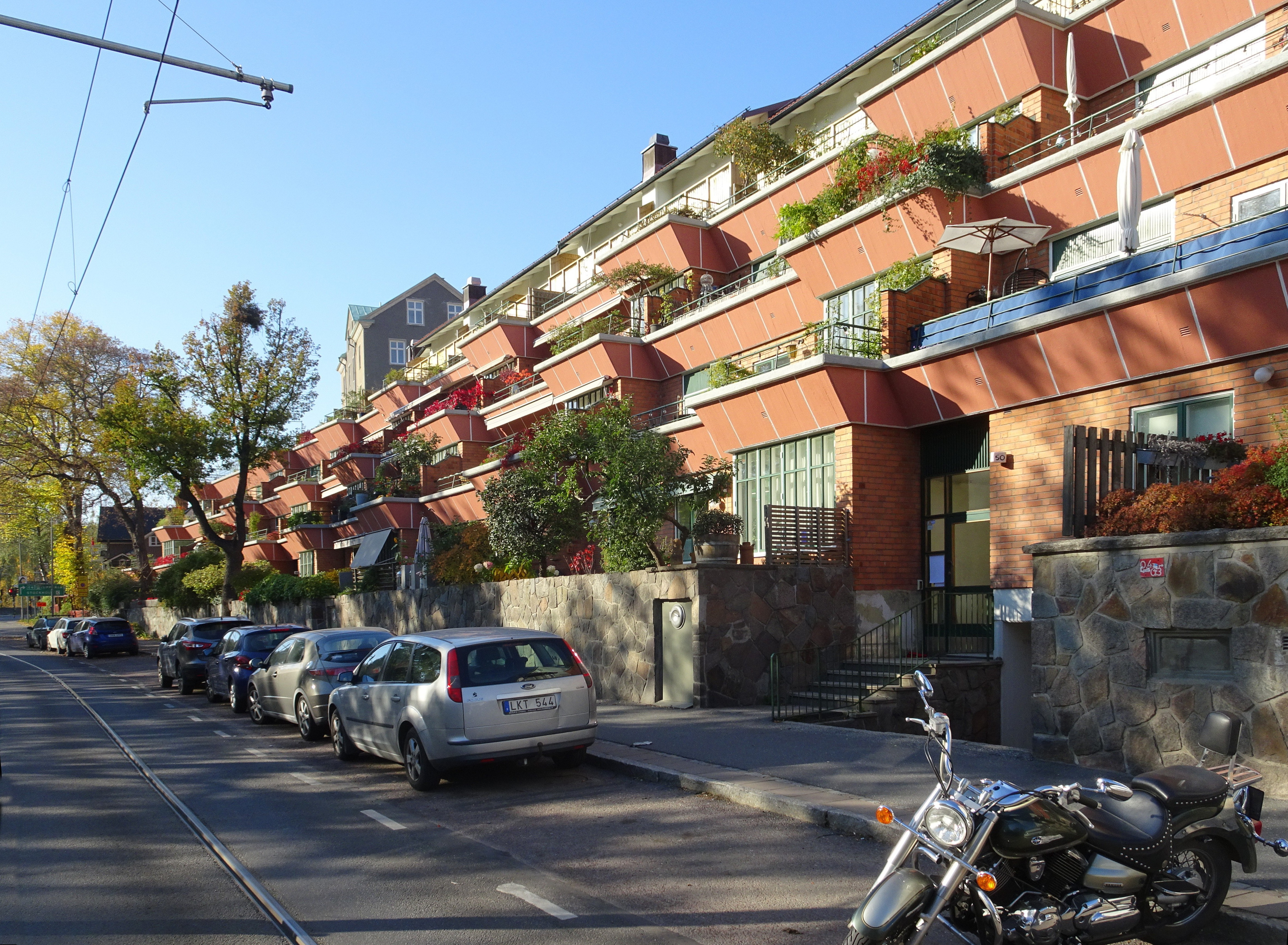
Maison en terrasse, 1949–1951.